# Konrad Ladstätter
KonradKurt  Ladstätter (ur. 2 maja 1968 w Valdaora) – włoski narciarz alpejski. Zajął 21. miejsce w slalomie igrzyskach w Albertville w 1992 r. Był też osiemnasty na mistrzostwach świata w Sierra Nevada. Najlepsze wyniki w Pucharze Świata osiągnął w sezonie 1989/1990, kiedy to zajął 15. miejsce w klasyfikacji generalnej, a w klasyfikacji slalomu był ósmy.

## Sukcesy

### Puchar Świata

#### Miejsca w klasyfikacji generalnej
- 1986/1987 – 102.
- 1987/1988 – 105.
- 1989/1990 – 15.
- 1990/1991 – 48.
- 1991/1992 – 48.
- 1992/1993 – 77.
- 1993/1994 – 88.
- 1994/1995 – 76.
- 1995/1996 – 54.
- 1996/1997 – 81.

#### Miejsca na podium
1. Schladming – 12 stycznia 1990 (slalom) – 3. miejsce
2. Park City – 24 listopada 1991 (slalom) – 3. miejsce
3. Madonna di Campiglio – 19 grudnia 1995 (slalom) – 3. miejsce